# Baia Felice
Baia Felice è un villaggio turistico balneare della Campania, frazione del Comune di Cellole, in Provincia di Caserta, situato fra Baia Azzurra e Baia Domizia, distante circa 60 km da Napoli, 40 km da Caserta e 150 km da Roma.

## Storia
Edificato negli anni settanta, dopo che Cellole divenne comune autonomo da Sessa Aurunca, si estende su un territorio di circa 50.000 m², lungo la pianura del Litorale Domizio ai piedi del Monte Cicoli con un insediamento di circa 2000 unità abitative, con una popolazione di circa 100 abitanti che nella stagione estiva supera i 10.000 abitanti. È dotato di cinque stabilimenti balneari, alcuni negozi aperti nei mesi estivi, bar, pizzerie e ristorante.

## Monumenti e luoghi di interesse

### Archeologia

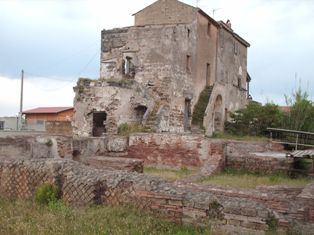
Masseria S.Limato e Ruderi della Villa Romana

Il Villaggio di Baia Felice, così come le confinanti San Limato e Le Perle, (località di Sessa Aurunca),sono state edificate nei pressi dei ruderi della antica città romana di Sinuessa. Nella zona contigua al Torrente d'Auria (o canale di San Limato) sono stati recuperati i resti della Villa Romana di Punta San Limato,forse appartenuta a Tigellino, famigerato consigliere dell'imperatore Romano Nerone, caratterizzata da bei mosaici bicolori, emersi dagli scavi e dal cripto-portico romano.

### Architetture religiose

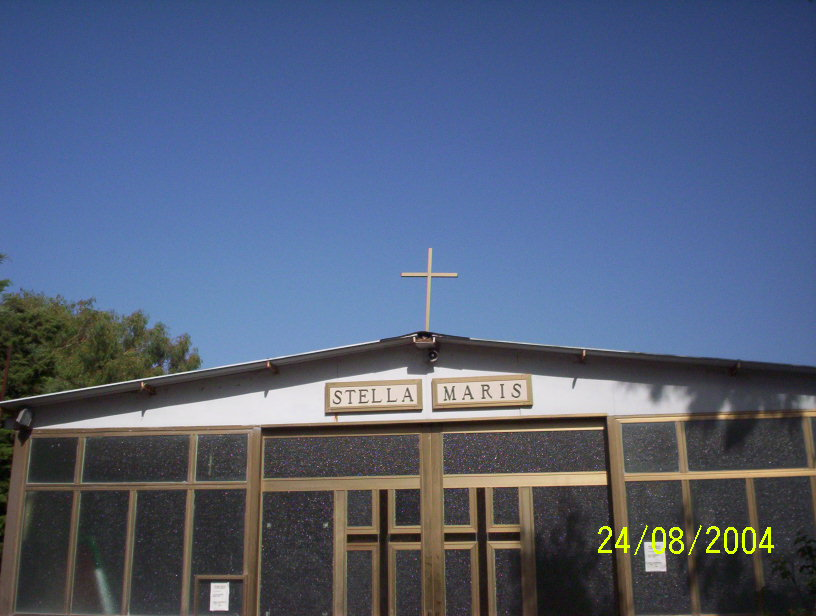
Parrocchia Stella Maris di Baia Felice nel 2004

Nel Villaggio Turistico di Baia Felice vi è la Parrocchia "Santa Maria Stella Maris", facente parte della diocesi di Sessa Aurunca. Una struttura particolare costituita di vetrate e fatta in ferro. Ogni anno i fedeli organizzano il 15 agosto una processione dedicata alla Madonna.

## Geografia antropica
Pur essendo frazione del comune di Cellole, Baia Felice nasce come villaggio turistico privato. A testimonianza di ciò, esiste un'unica via carrabile di accesso all'abitato, al Km 11 della Via Domiziana. Pur essendo vicinissima in linea d'aria alla rinomata Baia Domizia, non esiste una via di collegamento interna in alternativa al percorso della strada statale, se non un ponte pedonale sul torrente Trimoletto.